# 聋人文化
聋人文化（Deaf culture）描述的是一个患有耳聋，主要通过手語进行交流的社区的社会信仰，行为，艺术，文学传统，历史，价值观及共用机构。“deaf”(聋的)一词尤其是在聋人文化内部作为文化标签使用时，经常大写首字母D，并在言语和手势中称为“大D Deaf”。在作为听觉状况标签使用时，字母d小写。
聋人社区的成员常常把失聪看一种不同的人类体验，而非一种残疾或疾病。
聋人社区可能会包括认同聋人文化的聋人家庭成员和手语译员，不会自动包括所有耳聋之人或有听力障碍的人。 正如教育家、美國手語翻译安娜·朗德斯所写，“一个人是否是聋人社区成员不是由听觉受损程度决定的，而是由个人的认同感和相应的行动决定的”。 正如所有社会团体都是通过个人选择加入的，成为聋人社区的一员需要个体自身的认同和其他成员的接纳。
聋人文化在《联合国残疾人权利公约》第四段的第30条得到认可，该条规定“残疾人有权，在和其他人平等的基础上，认可并支持他们具体的文化和语言身份，包括手语和聋人文化”。

## 聋人文化习得

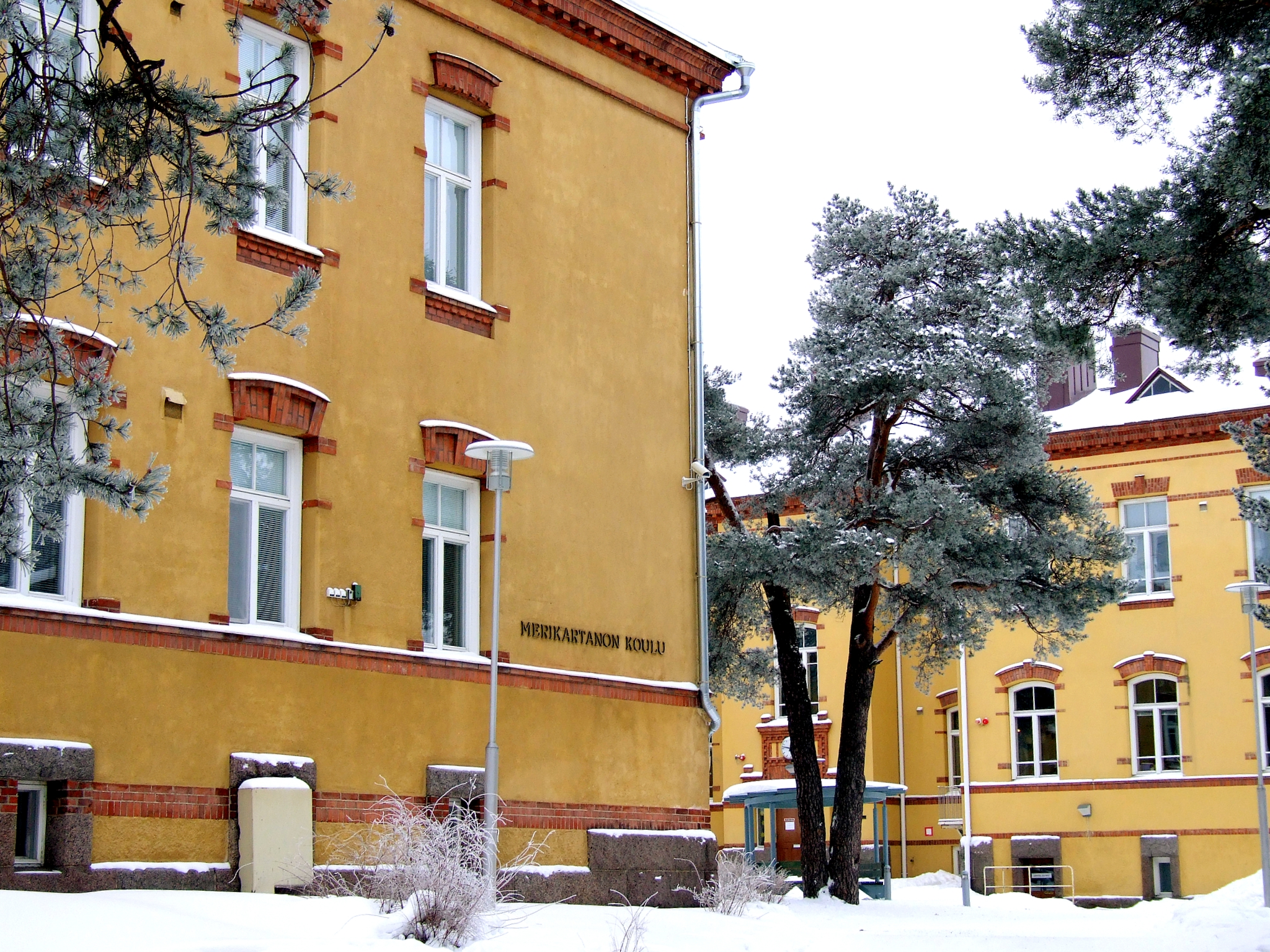
位于芬兰奥卢的Merikartano聋人学校（2006年2月）

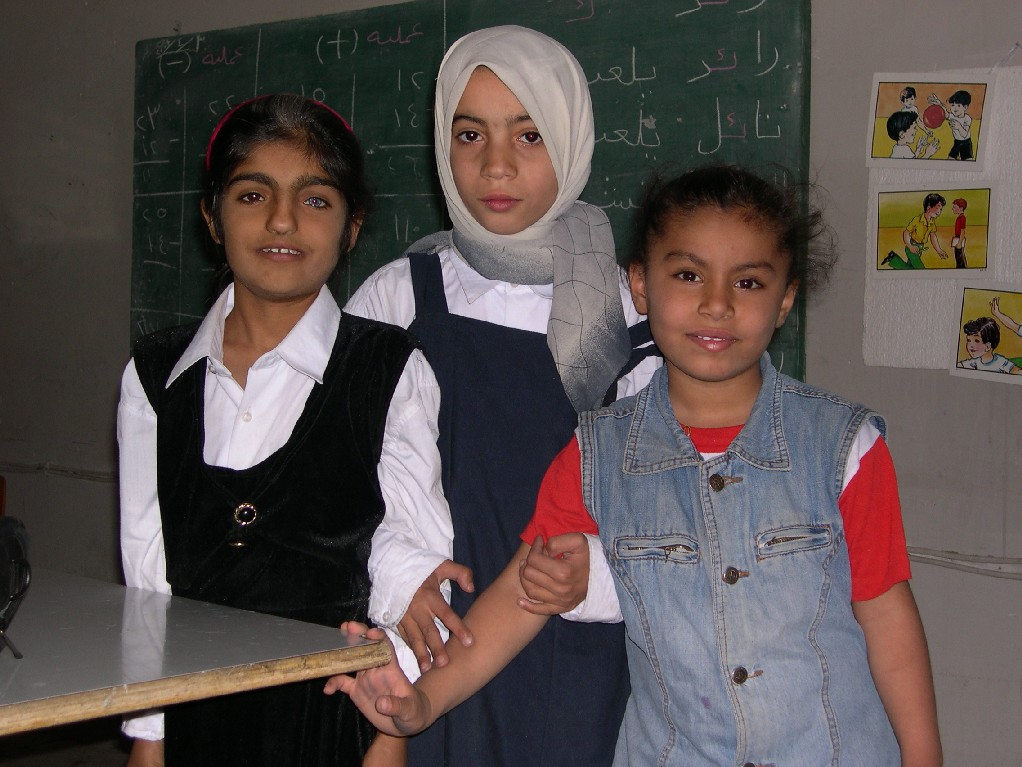
伊拉克巴格达一所聋人学校的学生（2004年4月）

历史上，聋人文化常在聋人学校和聋人社团内习得，这两大机构把聋人统一到他们能够认同的社区。 成为聋人文化的一份子对不同的人来说会发生在不同的时间，这取决于一个人的生活境遇。一小部分聋人在婴儿期就从聋人父母那里习得手语和聋人文化，有的人通过上学习得，不过有的人直到上了大学或是之后才接触到手语和聋人文化。
尽管高达50%的失聪状况由基因所致，但是不到5%的聋人是由聋人所生， 因此在各种文化团体中聋人文化与众不同，因为大部分成员并不是从父母那里获得文化身份。

### 聋人文化内部的多样性
教育家和美國手語译员安娜·门德斯注意到“并非只有一种同质聋人文化”。 全世界有很多不同的聋人社区，它们使用不同的手語交流，展现了不同的文化認同。聋人身份也和其他类型的文化身份交叉。聋人文化与国籍，教育，种族，民族，性别，阶级，性取向，和其他身份标志交叉，产生了一种规模很小而又极其多样的文化。人们首先认同聋人文化而非他们在其他交叉文化团体中的身份的程度也因人而异。门德斯在1989年的一次研究中写道：“发现87%的受访黑人聋人首先认同其黑人文化”。

## 聋人文化的特征

### 手语
聋人文化的成员通过手語交流。全世界有200多种手语。包括列于民族语数据库中的114种手语和超过157种的手语，语言体系及方言。 尽管英国和美国都是主要讲英语的国家，这两个国家的主导手语却大相径庭。由于美国聋人教育的起源，美国手语和法国手语联系最为紧密。手语只是聋人文化的一部分。聋人身份是围绕具体信仰，价值观和艺术建立起来的。

### 价值观和信仰
- 以积极的态度对待失聪在聋人文化团体中很常见。失聪通常并不被视为一种需要修复的状况。[6]
- 使用手语对聋人文化至关重要。因此使用口语教学法教育失聪儿童会对聋人文化的存续造成威胁。聋人社区的一些成员也因同样的理由会反对像耳蜗移植这样的技术创新。
- 从文化角度讲，失聪人士重视自然手语胜于英语或其他口头语言的手语版，比如美國手語和英國手語，因为自然手语能够展现他们自己的语法习惯。口头英语，书面英语和手势英语是表达同一语言的三种不同符号体系。[12]
- 聋人社区强烈反对歧视失聪人士。
- 美国的聋人文化通常是一种集体主义而非个人主义文化，聋人文化成员重视集体。[6]

### 行为规范
- 聋人文化人士在获取注意力，走过正在进行手势对话的地方，请假及礼貌谈成手势环境方面都有礼仪规范。
- 聋人也会相互告知彼此的情形。早退或迟到时提供详细的信息是很常见的，而隐瞒这些信息被视为是无礼的。[6]
- 失聪人士会比听力正常人士更直截了当或直率。[6]
- 在作介绍时，失聪者通常试图找到共同点；因为聋人社区相对较小，聋人一般会认识有共同之处的其他聋人。“寻找联系就是寻找互联互通”。[6]
- 聋人的时间观念也有所不同。在大型活动时提前到场，比如演讲，很常见。这可能是出于聋人想要找一个能够提供最佳视觉清晰度的位置的需要。

### 对技术的依赖
- 失聪者非常依赖科技进行交流。在美国，视频转播服务（英语：video relay service）和一系列独立的软件驱动视频电话经常被失聪者用来与听力正常和失聪者进行商业合作，与家人和朋友进行电话交流。像电传打字机（teletype）这样的设备（也就是TTY，一种通过电话线进行交流的电子设备）不太常见，不过一些没有高速网络渠道或偏爱此种方法进行电话交流的失聪者会使用该设备。在香港，聾人機構開發手機應用程式「龍耳手譯寶」以視像通訊形式為聾人和不懂手語的人提供即時手語傳譯服務。
- 技术在在面对面的社交活动中也很重要。例如，当失聪者会见一名听力正常但不懂手语的人时，他们往往通过手机上的记事本交流。在这里，技术充当了人体感官，允许失聪者与来自不同的文化的人员成功地进行交流。
- 社交媒体对失聪者也越来越来越重要。社交网站使得失聪者能够发现彼此并保持联系。许多失聪者通过网络社区结识全国各地的其他聋友，或与他们保持联系。因为聋人社区是如此之小，对很多失聪者来说，在网上结实他人并不存在尴尬。
- 为了让失聪者完全理解广播节目传达的声音信息，电视上必须有闭路字幕。如果诸如餐馆，航空公司，或健身中心这样的机构没有打开闭路字幕来招待失聪者，就会引发矛盾。电影院正越来越愿意通过独立服务，眼镜，和开放型字幕科技来为首轮电影提供视觉渠道，使得失聪者在这些电影上映时就能观看。[13]
- 为了让失聪者注意到像火警和闹钟这样的报警系统必须借助其他不同的感官。像震动枕头和火警閃燈这样的物件往往取代了基于噪音的报警器。
- 缺乏对向聋人提供技术服务的了解，可能会招致冲突，对聋人来讲是不公的。譬如，英国大量失聪者坦陈他们对银行深感不满，因为银行过分依赖电话银行服务，对聋人和听力障碍者缺少帮助。[14]
- 利于手势交流的建筑会尽力减少视觉障碍物，会设有像自动滑动门这样的设施，以便于双手继续保持手势对话。[15]
- 聋人中的宗教工作和他们使用的技术有聋人圣经应用软件，内含美国手语版新约和部分旧约。[16]

### 文学传统和艺术
美国手语和其他手语存在着强大的诗歌和讲故事传统。美国的一些杰出表演者包括：Clayton Valli、Benjamin Bahan、Ella Mae Lentz、Manny Hernandez、C. J. Jones、Debbie Rennie、Patrick Graybill、Peter Cook等其他很多人。他们的视频作品越来越多。
聋人文化人士在本国的主导书面语言中也有一席之地。
聋人艺术家像Betty G. Miller和Chuck Baird已经做出了传达聋人世界观的视觉艺术品。
道格拉斯·特尔顿是位著名的聋人雕刻家在其生前制作了大量不同雕刻品。
像聋人专业艺术网（也称作D-PAN）这样的组织致力于为失聪者或重听者提供在娱乐，视觉和媒体艺术领域的专业发展和渠道。
在香港，聾人機構龍耳成立聾人粵劇團，讓喜歡粵劇藝術的聾人學習粵劇的造手、武功及步法，並以手語演繹曲詞，並在活動上公開演出。

### 历史
使用手语的聋人为他们的历史感到自豪。 在美国，他们讲述，一位聋人教育家Laurent Clerc，他于1816年从法国来到美国，帮助建立了该国第一所永久性聋儿学校。
另一件广为人知的事是1880年在意大利，米兰召开的第二届国际聋人教育大会，在会上，听力正常的教育家投票支持有声教育，除去教室里的手语。 如今，聋人文化内部强烈反对在教室用口语教学法教聋童说话，反对少用或不用手语进行唇读。这一方法是想让聋童更易融入听觉社区，不过在这样的环境下学习的好处存有争议。手语的使用对聋人身份至关重要，限制使用手语的努力被视为一种攻击。

### 共有机构

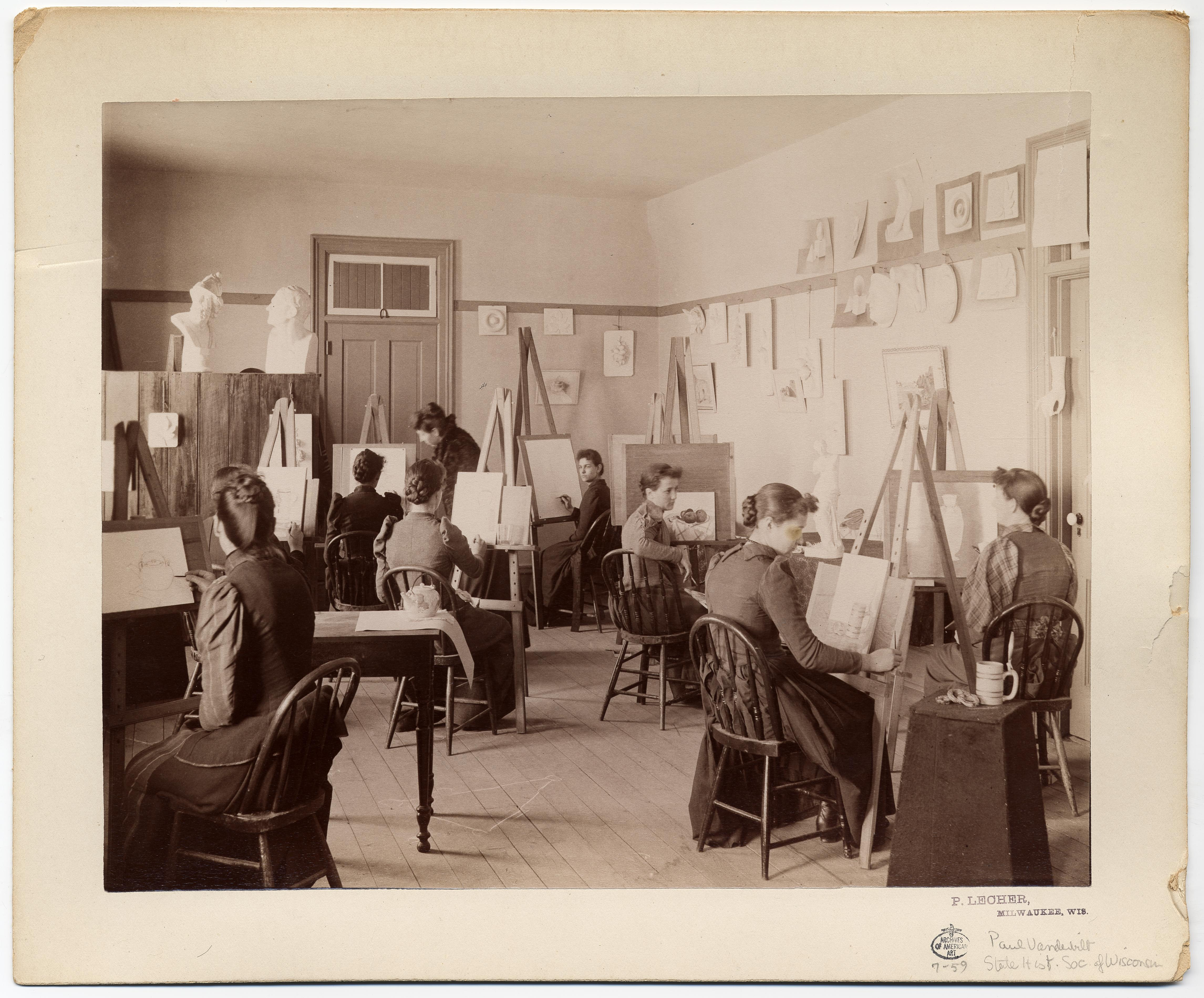
Women's art class at State School of the Deaf, Delavan, Wisconsin, c. 1880

聋人文化主要围绕诸如寄宿聋校，聋人大学（包括高立德大學，西南大学聋人研究所以及美国聋人科技学院），聋人俱乐部，聋人运动联盟，公共之家（比如纽约的老弱聋哑之家），聋人社会组织（比如聋人专业快乐时刻），聋人宗教团体，聋人电影院，和一系列会议节日，例如聋人会议和节日 II 和世界聋人联合会会议。
盛行于20世纪四五十年代的聋人俱乐部是聋人文化的重要组成部分。在这一时期，属于聋人自己的地方（聋人自己经营为聋人服务的地方）寥寥无几。聋人俱乐部是这一需要的解决方案。通过卖酒和主持扑克游戏赚钱。有时候那些企业非常成功，连俱乐部使用的房子都可以买下来。不过，那些俱乐部的主要吸引力在于它们能提供一个聋人相互接触的地方，或分享故事，举办聚会，滑稽剧和戏剧。很多今天常见的ABC故事首先见于聋人俱乐部。俱乐部在全国各大城市都有，纽约最少有12个这样的俱乐部。这些俱乐部是聋人在日常工厂工作孤单度日之余的重要休憩场所。
20世纪60年代，聋人俱乐部开始快速急剧衰落。如今在美国只有寥寥数个俱乐部，而且出席率很低，出席人员中通常是老人。这种突然衰落，常常是由于像电传打字机和针对个人电视的隱藏字幕等技术的兴起而引起的。再加上其他娱乐和交流选择，对聋人俱乐部的需求越来越小，俱乐部不再是接触聋人社区其他成员的唯一选择。
然而，其他人把聋人俱乐部的衰落归结为二战的结束和就业市场的变化。二战期间，对工厂劳工的需求很大，工资很高。很多失聪美国人离家去更大的城市希望在工厂找到一份工作。大量工人流入城市产生了对聋人俱乐部的需求。二战结束时，民权运动开展开来，联邦政府开始向失聪男女提供更多工作。人们开始从制造业工作转向服务业工作，离开了可以独自完工，工时固定的工作。如今，聋人俱乐部很少见，不过聋人倡议中心和其他聋人组织变得普遍流行开来。

#### 非裔美国聋人机构
成立于1982年如今尚存的全国黑人聋人倡议会，“旨在促进领导力发展，增加经济和教育机会，促进社会平等，捍卫黑人聋人和听力障碍者的总体健康状况和福利”。

#### 聋人LGBT机构
聋人彩虹联盟是成立于1977年的非盈利机构，旨在“建立和维持同性恋，双性恋和跨性别者聋人团体，鼓励并推动教育，经济和社会福利；培养聋人之谊；捍卫我们的权利；推进我们作为同性恋，双性恋和跨性别者聋人在社会公正方面的权益；建立一个组织，在这个组织里所有正派成员能够参与与其社会福利相关的实际问题和解决方案的讨论。聋人彩虹联盟在美国和加拿大的分会超过十五个。” 另外，还有美国聋人资源中心聋人同性恋资源中心（简称DPRQ）,香港紫荆花聋人俱乐部，爱尔兰格林堡同性恋，双性恋和跨性别组织。

#### 聋人宗教机构
在伊利诺斯州有聋人教堂（在那里手语是主要语言），聋人犹太教会堂，犹太聋人社区中心，和聋人希伯来神学院。 2011年，保守运动一致同意，并由犹太法律和标准委员会（CJLS）通过了拉比答问（犹太法学家对有关犹太法律和礼仪的释疑解答），“聋人和手语的地位”。 该答问宣称，除此之外，犹太法律和标准委员会规定用手语交流而不讲话的聋人不再被视为心智残疾。犹太聋人要遵守诫命。我们的社区，教堂，学校和军营必须尽力做到热情，便利，包容。手语可用在个人事宜上，亦可用在仪式中使用。一名被点名读律法书而不会讲话的聋人可以用手语诵读berakhot。聋人也可以在以手语作为交流工具的犹太教祈祷班当手语shaliah tzibbur。

#### 女性聋人机构
全美有15家聋人女性联合会分会；它的使命是，“通过赋权，自我提高和社交改善女性聋人的生活”。 还有粉色希望之翼，美国的一家乳腺癌互助团体，专为女性聋人和听力障碍者设立的团体。

#### 香港聾人機構
香港聾人協進會簡稱聾協，成立於1976年的聾人自助組織及慈善機構，提供全面「醫療、教育及社會福利服務給聾人及弱聽人士，以及其家人」；聾協同時創辦香港國際聾人電影節，以及香港聾人節，開創香港聾人文化及藝術先河，讓本地聾人文化及藝術得以百花齊放發展。
龍耳是成立於2008年的慈善機構，旨在「推廣手語普及化、協助聾人就業、爭取聾人權益及發展生命教育」，也成立龍耳電視，以香港手語為本的網上電視頻道，並配上中文字幕，透過網上平台向聾人士定期發放時事和生活資訊。

### 图书馆和聋人社区
聋人和其他访问图书馆的人有着同样的需要，而且经常更加难以获取材料和服务。在过去的数十年中，美国各大图书馆开始执行专为聋人读者的服务和文集，并且每年都在更加努力使这一群体更容易接触到它们的文集，服务，社区甚至整个世界。
图书馆在聋人社区的作用历史至多是黯淡无光。美國圖書館協會承认残疾人属于少数群体，在图书馆常常被忽视，也没有得到充分代表，而聋人社区就属于这个少数群体。 不过，最近几十年，全美的图书馆在致力于使图书馆对一般残疾人，尤其是聋人社区更加便利。
首批致力于提高聋人使用图书馆便利性的图书馆界活动家有爱丽丝•哈格迈尔。20世纪70年残疾人团体开始要求平等时，哈格迈尔决定返校读图书馆学硕士学位。她在读书时意识到她自己或是她同学所在的图书馆中有关聋人社区的信息不是很多。她很快成为她所在图书馆中具有聋人意识的积极分子，并成为全国公共图书馆首个聋人社区图书管理员。哈格迈尔也建立了聋人资源和与此相关联的手册，叫做红笔记本。该笔记本现在在聋人行动图书馆之友网站上就能找到。Hagemeyer也是第一个为聋人社区做出贡献的图书馆活动家。
澳大利亚图书管理员凯伦•麦克奎格阐明“十年前，我参与了一个项目，调查公共图书馆能为聋人提供什么，看起来这一团体的要求和公共图书馆所能提供的相差甚远，以至于公共图书馆不能有效为他们服务”。 很明显，不用说很久之前，全国乃至全球的图书馆里针对或有关聋人社区的信息也很匮乏。
诸如国际图书馆协会联合会（IFLA）和美国图书馆协会（ALA）等图书馆机构撰写的新的指导方针的目的是，帮助各大图书馆，以便残疾人，在有些情况下，尤其是聋人团体更加易得得到图书馆的信息。国际图书馆协会联合会的图书馆聋人服务指南就是这么一套指导意见。该意见得以出版以告知各大图书馆该向聋人读者提供的服务。大部分指导意见是有关确保聋人读者可以平等地享有图书馆的服务。其他指导意见包括培训图书馆职员为聋人团体提供服务，提供文字电话或电传打字机设备，不但在参考问题方面向读者提供帮助，也要帮他们向外打电话，使用最新的技术以和聋人读者有效交流，包括在所有电视服务上使用闭路字幕服务，发展出使聋人社区成员感兴趣的馆藏。
近年来，图书馆服务开始为满足当地聋人社区的需求和愿望而进行改变。在纽约的皇后区公共图书馆，职员实施新的富有创意的想法来使社区和图书馆职员与他们所在社区中的聋人进行互动。皇后区公共图书馆雇了一名聋人图书管理员，罗瑞•斯坦博勒，来培训图书馆职员有关聋人文化的内容，教聋人家庭成员及与聋人打交道的人手语，教聋人读者识字。在和图书馆合作的过程中，斯坦博勒能够帮助社区惠及聋人邻居，也帮助其他聋人在社区之外变得更加活跃 。

### 聋人图书馆
位于美国唯一一所聋人文科大学的高立德大學图书馆创建于1876年。图书馆的馆藏从为数不多的参考书到成为世界上最大的聋人相关材料文库，拥有超过234000本图书和成千上万种不同格式的其他材料。馆藏如此之大以至图书馆不得创造出基于杜威十进制分类系统的混合分类系统，便于图书馆职员和使用者按目录分类和在图书馆内找书。该图书馆也藏有该大学的档案，有些是与世界上最古老的聋人相关书籍和文献。
在田纳西的那什维尔，桑迪·科恩负责向聋人和听力障碍者提供图书馆服务。该项目创立于1979年，旨在回应那什维尔地区聋人信息可获得性问题。起初，只提供电传打字机或TXT设备上的新闻，但是现在，该项目已经扩展到整个田纳西州，并且提供各种不同的信息和关于聋人，聋人文化的材料，为聋人家属提供的信息，并且提供过刊和相关文献。

## 术语

### “deaf”与“Deaf”
自2004年开始担任香港中文大學符号语言学和聋人研究中心联合主任的詹姆士•伍德沃德教授，在1972年提出了聋和聋人文化的区别。 他建议使用d为小写的deaf指聋这一生理状态，大写D的Deaf指聋人文化。 这一区别在聋人文化内部已得到广泛接纳。
根据美国科罗拉多州人类服务部的一项规定，首字母大写的“Deaf”指的是“听敏度不同的一群人，他们首要的交流方式是可视性语言（在美国主要是美国手语（ASL），而且他们有共同的传统与文化，”而首字母小写的“deaf”则有不同于此的定义。

### 听力受损
听力受损（hearing impaired）一词更常用于听力损失没那么严重和成年后才失聪的人，而不是先天性耳聋的人。相比之下，那些认同聋人文化运动的人通常拒绝受损这个标签和其他暗示聋是一种病态的标签，相反，他们将聋视为骄傲的焦点。

## 扩展阅读
- Berbrier, Mitch. "Being Deaf has little to do with one's ears": Boundary work in the Deaf culture movement. Perspectives on Social Problems, 10, 79–100.
- Cartwright, Brenda E. Encounters with Reality: 1001 (Deaf) interpreters scenarios
- Christiansen, John B. (2003) Deaf President Now! The 1988 Revolution at Gallaudet University, Gallaudet University Press
- Ladd, P. (2003). Understanding Deaf Culture. In Search of Deafhood, Toronto: Multilingual Matters.
- Lane, Harlan (1993). The Mask of Benevolence, New York: Random House.
- Lane, Harlan. (1984) When the Mind Hears: A History of the Deaf, New York: Vintage.
- Lane, Harlan, Hoffmeister, Robert, & Bahan, Ben (1996). A Journey into the Deaf-World, San Diego, CA: DawnSignPress.
- Luczak, Raymond (1993). Eyes of Desire: A Deaf Gay & Lesbian Reader.
- Moore, Matthew S. & Levitan, Linda (2003). For Hearing People Only, Answers to Some of the Most Commonly Asked Questions About the Deaf Community, its Culture, and the "Deaf Reality", Rochester, New York: Deaf Life Press.
- Padden, Carol A. (1980). The deaf community and the culture of Deaf people. In: C. Baker & R. Battison (eds.) Sign Language and the Deaf Community, Silver Spring(EEUU): National Association of the Deaf.
- Padden, Carol A. (1996). From the cultural to the bicultural: the modern Deaf community, in Parasnis I, ed. "Cultural and Language Diversity and the Deaf Experience", Cambridge, UK: Cambridge Univ. Press
- Padden, Carol A. & Humphries, Tom L. (1988). Deaf in America: Voices from a Culture, Cambridge, MA: Harvard University Press.
- Padden, Carol A. & Humphries, Tom L. (2005). Inside Deaf Culture, ISBN 0-674-01506-1.
- Sacks, Oliver W. (1989). Seeing Voices: A Journey Into The World Of The Deaf, ISBN 0-520-06083-0.
- Spradley, Thomas and Spradley, James (1985). Deaf Like Me, Gallaudet University Press, ISBN 0-930323-11-4.
- Van Cleve, John Vickrey & Crouch, Barry A. (1989). A Place of Their Own: Creating the Deaf Community in America, ISBN 0-930323-49-1.
- 鄺浩然︰【用心聽 聾健共融】通識教材套 （页面存档备份，存于），龍耳出版，2013年9月